# Alfombra de Sarab
La alfombra de Sarab es un tipo de alfombra persa. Se confecciona en la ciudad del mismo nombre, a unos cincuenta kilómetros de Ardabil.

## Descripción
La decoración es de inspiración caucásica, es decir, geométrica. El motivo más extendido está constituido por hileras de rombos sobre fondo liso, generalmente de color « pelo de camello ». 
Una de las particularidades de estas alfombras es que el borde más exterior es de un tinte liso parecido al del fondo de la alfombra.
Este tipo de alfombras es muy parecido a las de Meshkin.
- Datos: Q599494